# Schweizerdeutsch

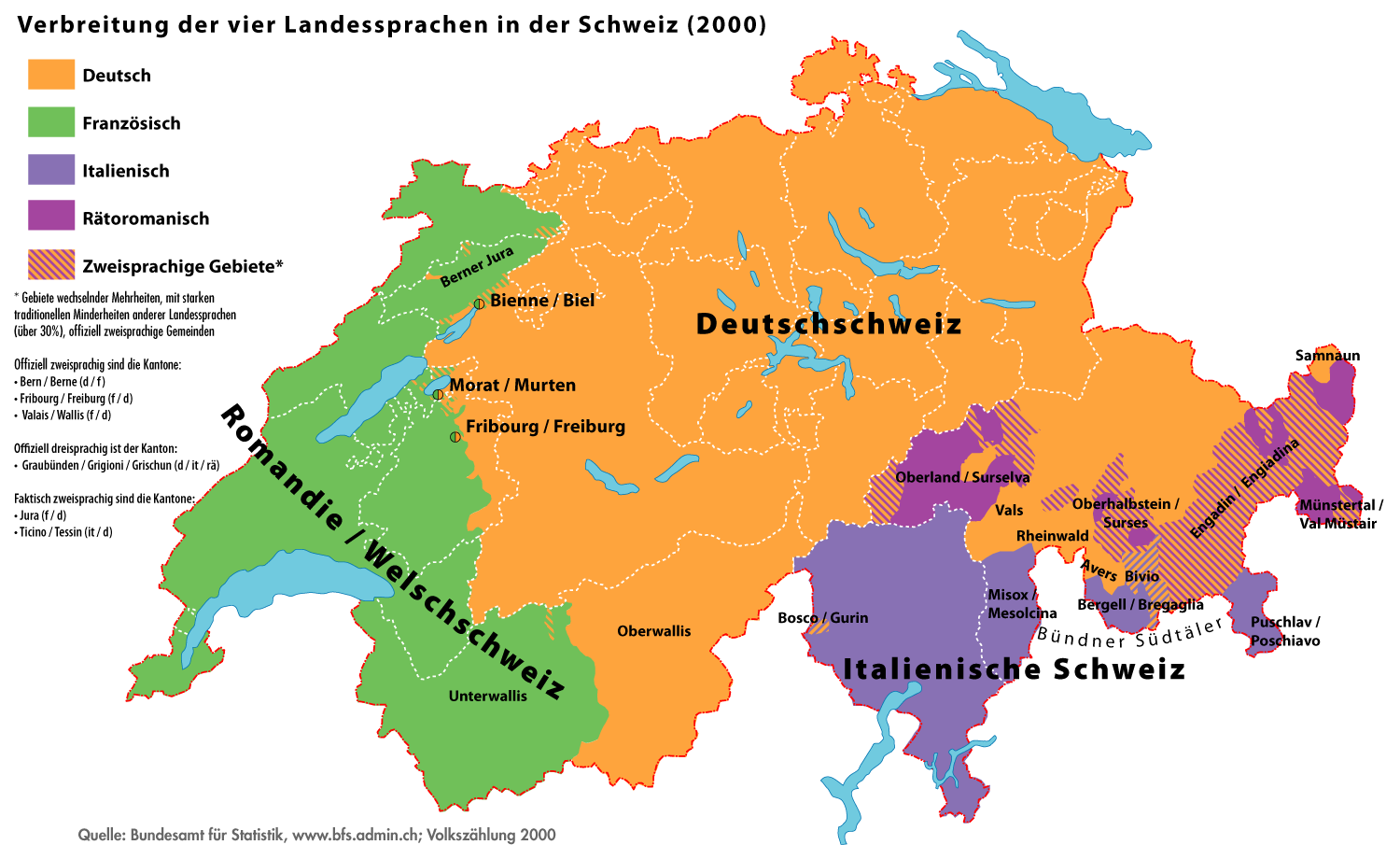
Der geografische Sprachraum des Schweizerdeutschen

Schweizerdeutsch (Eigenbezeichnung Schwizerdütsch, Schwyzertü(ü)tsch und ähnlich, französisch Suisse allemand, italienisch Svizzero tedesco, rätoromanisch Tudestg svizzer) ist eine Sammelbezeichnung für die in der Deutschschweiz von allen Gesellschaftsschichten gesprochenen alemannischen Dialekte.
Überdacht wird das Schweizerdeutsche von der schweizerischen Varietät des Standarddeutschen, dem Schweizer Hochdeutsch (in der Schweiz: Hochdeutsch, Schriftdeutsch oder Schriftsprache), von dem sich Schweizerdeutsch stark unterscheidet. Schweizer Hochdeutsch hat keine regionalen, mehr oder weniger standardnahen Umgangssprachen hervorgebracht, sondern beschränkt sich weitestgehend auf die Verwendung als Schriftsprache sowie als gesprochene Sprache in gewissen förmlichen Situationen und im mehrsprachigen Umfeld. Es liegt somit eine Diglossie vor, mit Schweizer Hochdeutsch als formellster Varietät und den schweizerdeutschen Dialekten, die funktional eine grössere Bandbreite als in Österreich oder gar Deutschland abdecken, als informellere Varietäten.

## Sprachwissenschaftliche Präzisierung des Begriffs
Aus sprachwissenschaftlicher Sicht gibt es keine Sprachgrenzen zwischen den alemannischen Dialekten des Schweizerdeutschen und den übrigen alemannischen (Elsass, Baden-Württemberg, das bayerische Schwaben, Vorarlberg, Liechtenstein, Walsersiedlungen) beziehungsweise sonstigen deutschen Dialekten, es besteht vielmehr ein Dialektkontinuum. Zwischen den deutsch-alemannischen Dialekten in der Schweiz und den übrigen alemannischen Dialekten besteht der pragmatische Unterschied, dass die schweizerdeutschen Dialekte in fast allen Gesprächssituationen vorrangig benutzt werden, während im übrigen alemannischen Sprachraum, abgesehen von Vorarlberg und Liechtenstein, die deutsche Standardsprache (bzw. im Elsass das Französische) die Ortsdialekte inzwischen vielfach als vorrangige Sprache verdrängt hat.
Das deutsch-alemannische Dialektkontinuum in der Schweiz besteht aus Hunderten von Deutschschweizer Mundarten. Die starke topografische Kammerung der Schweiz und die relativ geringe Mobilität bis zum Beginn des 20. Jahrhunderts haben dazu geführt, dass sich die Ortsdialekte zum Teil sehr stark voneinander unterscheiden, so dass sogar die Deutschschweizer untereinander Verständigungsprobleme haben können. So haben Deutschschweizer aus dem «Unterland» oft Mühe, höchstalemannische Dialekte – etwa Urner- oder Walliserdeutsch – zu verstehen. Neben den unterschiedlichen Aussprachen sind insbesondere Flurnamen oder Benennungen von Pflanzen, Werkzeugen, landwirtschaftlichen Geräten und Ähnlichem stark regional geprägt.

## Gliederung der schweizerdeutschen Dialekte
Die Gliederung der schweizerdeutschen Mundartkennzeichen erfolgt analog zu der der alemannischen (westoberdeutschen) Dialektmerkmale.

Das traditionelle Verbreitungsgebiet westoberdeutscher (= alemannischer) Dialektmerkmale im 19. und 20. Jahrhundert. Die Deutschschweiz hat – mit Ausnahme von Samnaun – einen wesentlichen Anteil daran.

### Niederalemannisch
Zur Dialektgruppe des Niederalemannischen gehört in der Schweiz der Dialekt von Basel-Stadt, das Baseldeutsch. Kennzeichen dieses Niederalemannischen ist ein anlautendes k [kʰ] statt des hochalemannischen ch [⁠x⁠] oder [⁠χ⁠], beispielsweise Kind statt Chind. Das Niederalemannische (im eigentlichen Sinne) hat seinen Schwerpunkt ausserhalb der Schweiz, nämlich in Südbaden und im Elsass.

### Mittelalemannisch
Reine mittelalemannische (bodenseealemannische) Dialekte werden in der Deutschschweiz keine gesprochen, ihr Schwerpunkt liegt nördlich des Bodensees. Die strukturalistische Untersuchung der Lautsysteme zeigt aber, dass die in der Nordostschweiz und im Churer Rheintal gesprochenen Dialekte zu einer mittelalemannisch-hochalemannischen Übergangszone gehören. In der Tradition der schweizerischen Dialektologie werden diese gewöhnlich aber zum Hochalemannischen gerechnet.

### Hochalemannisch
Die meisten hochalemannischen Dialekte werden in der Schweiz gesprochen. Zum Hochalemannischen gehören sodann die Dialekte des äussersten Südwestens Baden-Württembergs und des elsässischen Sundgaus. Ob die Dialekte des südlichen Vorarlbergs und des Fürstentums Liechtenstein zum Hochalemannischen oder zum Mittelalemannischen gehören, hängt von den jeweiligen Dialektgliederungskriterien ab.

### Höchstalemannisch
Die Mundarten des Wallis und der Walsersiedlungen (im Piemont, im Tessin, in Graubünden, in Liechtenstein und im Vorarlberg), des Berner Oberlands und des Schwarzenburgerlandes, des freiburgischen Senselands und von Jaun, der südlichen Innerschweiz (Uri, Unterwalden und mehrheitlich Schwyz) und des Kantons Glarus gehören zum Höchstalemannischen, dessen Kennzeichen Formen wie schnyyä, nüü(w)/nyyw, buu(w)e/büü(w)ä statt hochalemannischem schneie/schnäie, nöi, boue/baue sind. Die Dialekte des Wallis und der von den Wallisern (Walsern) gegründeten Tochtersiedlungen in Norditalien und im Tessin bilden eine besonders konservative Untergruppe.
Die Mundart des erst im 19. Jahrhundert germanisierten Dorfes Samnaun im Unterengadin gehört nicht zum Alemannischen und somit nicht zum Schweizerdeutschen, sondern zum Tirolerischen, also zum Bairischen.

### Weitergehende Unterschiede
Die schweizerdeutschen Dialekte unterscheiden sich zum Teil relativ stark voneinander. Die Regionen, teilweise sogar einzelne Dörfer, haben lokalspezifische Eigenheiten in ihrem Dialekt. Deutschschweizer kann man zum Teil alleine nach ihrem Dialekt recht genau einer Heimatgegend zuordnen. Trotz den Unterschieden ist die deutschsprachige Bevölkerung das Verstehen der unterschiedlichen Dialekte gewohnt.
Volkstümlich werden die Dialekte nach den jeweiligen Kantonen gegliedert; man unterscheidet so unter anderem Baseldeutsch, Berndeutsch, Zürichdeutsch, Solothurnerdeutsch, Senslerdeutsch, Urnerdeutsch, Glarnerdeutsch, Walliserdeutsch, Bündnerdeutsch, Appenzellerdeutsch oder St. Galler Deutsch. Dialektologisch gesehen treffen diese Charakterisierungen nur in Einzelfällen wirklich zu; so bilden etwa Berndeutsch, St. Galler Deutsch oder Bündnerdeutsch keineswegs Einheiten, und umgekehrt sind die Unterschiede zwischen z. B. nördlichem St. Galler Deutsch, Thurgauerdeutsch und Schaffhauserdeutsch sehr gering. Ohnehin findet sich nur in wenigen Fällen ein Merkmal, das nur in einer bestimmten Region vorkommt und sie von allen anderen abgrenzen würde.
Dialektologisch unterscheidet man traditionell zwischen östlichem Schweizerdeutsch (geschlossene Aussprache des Primärumlauts: fel[l]e 'fällen' sowie einförmiger Verbplural: mir/ir/si mached) und westlichem Schweizerdeutsch (sog. neutrale [also leicht geöffnete] Aussprache des Primärumlauts: fèlle/fèue 'fällen' sowie zwei- bis dreiförmiger Verbplural: mir mache, dir mached, si mache; ausgenommen Basel-Stadt: mir/ir/si mache) sowie nördlichem Schweizerdeutsch (durchgezogene Hiatdiphthongierung: Iis 'Eis', aber schneie 'schneien') und südlichem Schweizerdeutsch (fehlende Hiatdiphthongierung: Iis 'Eis', schniie 'schneien'). Derart erhält man somit die übergeordneten Dialekträume des Nordwestschweizerdeutschen (zusätzlich typisch etwa die Dehnung der Hinterzungenvokale in offener Silbe: saage/sääge 'sagen'), des Südwestschweizerdeutschen (zusätzlich typisch etwa fehlende Apokope auslautender Vokale: Wääge/Wäga 'Wege' [Pl.]), des Nordostschweizerdeutschen (zusätzlich typisch etwa die Monophthongierungen: Laatere/Läätere 'Leiter', Bomm 'Baum') und des Südostschweizerdeutschen (zusätzlich typisch etwa guu 'gehen'). Das Bündner Walserdeutsche gehört trotz seiner geographischen Lage nicht zum Südost-, sondern zum Südwestschweizerdeutschen, da diese Dialekte auf das südwestschweizerdeutsche Walliserdeutsch zurückgehen.
Alles in allem sind aber auch diese vier Grossräume vielfach untergliedert, und umgekehrt lassen sich die Dialekte in den Kantonen Aargau, Luzern, Zürich sowie im Churer Rheintal, die zwischen den genannten Polen liegen, diesen nur bedingt zuordnen. So gehört z. B. Zürichdeutsch zwar in Hinsicht der Schnittmenge «Primärumlaut bzw. verbaler Einheitsplural» und «Hiatdiphthongierung» zum Nordostschweizerdeutschen, nicht aber in Hinsicht der Entwicklung der mittelhochdeutschen Diphthonge und des sog. germanischen ë, die wie in den weiter westlich gesprochenen Mundarten als [äi], [au], [æ] realisiert werden. Statt die Mittellanddialekte in eine westliche und eine östliche Gruppe zu gliedern, sieht man besser eine westlich-östliche Staffellandschaft vor, die – vereinfacht gesagt – durch eine bernische, eine aargauisch-luzernische, eine zürcherische und eine nordostschweizerische Hauptgruppe charakterisiert wird. Deutlicher wird die Binnengliederung des Schweizerdeutschen, wenn man mundartliche Merkmale bündelt. Die Clusterkarten der Dialektometrie machen die dialektale Raumbildung besonders augenscheinlich.
Innerhalb der grösseren Mundarträume, ja sogar zwischen den grösseren Mundarträumen verwischen sich diese Unterschiede durch die wachsende Mobilität der Bevölkerung und die Verwendung des Dialektes in den Medien zusehends. Der durch dieses Zusammenwachsen der Bevölkerung entstehende Dialekt wird umgangssprachlich als «Bahnhofbuffet-Olten-Dialekt» bezeichnet, wobei die jeweilige regionale Verankerung weiterhin hörbar bleibt. Die stärkste Tendenz zu einem Ausgleich zeigen die Einzugsgebiete der Grossagglomerationen Zürich, Basel und Bern. Aber auch ländliche Mundarten stehen unter grossem Druck der neu entstehenden Grossraumdialekte. Hier zeigt es sich insbesondere, dass kleinräumige Mundartmerkmale (nicht nur Wörter, sondern auch Lautungen und Endungen) durch die grossräumig geltenden verdrängt werden.

## Merkmale
Im Folgenden sind verschiedene Eigenheiten der schweizerdeutschen Dialekte genannt, die im Vergleich mit der Standardsprache auffallen. Die meisten dieser Eigenheiten treten nicht bei allen schweizerdeutschen Dialekten auf, sind dafür aber auch bei Dialekten ausserhalb der Schweiz zu finden.

### Vokalismus
Die meisten Schweizer Dialekte weisen die Merkmale der neuhochdeutschen Monophthongierung und Diphthongierung nicht auf. Diesbezüglich gleichen sie dem Mittelhochdeutschen.

#### Bewahrung der mittelhochdeutschen Monophthonge
Wie im Mittelhochdeutschen gilt: Huus [huːz̊] ist «Haus» (mhd. hûs), Züüg [t͡syːɡ̊] ist «Zeug» (mhd. ziuc, sprich züük), wiit [ʋiːt] ist «weit» (mhd. wît) etc. Ausnahmen gibt es im Bündner Schanfigg (Hous [houz̊], wejt [ʋeit]), in Unterwalden (Huis [huiz̊], wejt [ʋeit]) und im Aostataler Issime (Hous [houz̊], wejt [ʋeit]), wo die alten Längen alle diphthongiert sind. Eine weitere Ausnahme betrifft die Hiat-Diphthongierung der Langvokale vor Vokal, die in den nieder- und hochalemannischen Dialekten auftritt, nicht jedoch in den höchstalemannischen (Beispiele: höchstalem. frii [v̊riː] «frei» (mhd. vrî) – hoch-/niederalem. frei [v̊rei]; höchstalem. Suu [z̊uː] «Sau» (mhd. sû) – hoch-/niederalem. Sou [z̊ou]; höchstalem. nüü [nyː] «neu» (mhd. niuwe) – hoch-/niederalem. nöi [nœi]). In weiten Teilen des Schweizerdeutschen werden die alten Diphthonge von den neuen lautlich unterschieden. So heisst es in Zürich: Bäi (Bai) [b̥æi] mit altem Diphthong, aber frei (frej) [v̥rei] mit sekundärem Diphthong, wo es standardsprachlich gleich lautend «Bein, frei» heisst, oder aber Baum [b̥æum] mit altem Diphthong, aber boue [b̥ouə] mit sekundärem Diphthong für standardsprachlich gleich lautende «Baum, bauen».

#### Bewahrung der mittelhochdeutschen Diphthonge
Während den mittelhochdeutschen öffnenden Diphthongen ie, ue, üe in der Standardsprache Monophthonge entsprechen (vergleiche Liebe, wo ie noch in der Schrift erhalten ist, aber [iː] gesprochen wird), sind diese Diphthonge in den schweizerdeutschen Mundarten erhalten geblieben: lieb wird somit [liəb̥] ausgesprochen. Desgleichen gilt: Ein geschriebenes ue wird nicht ü, sondern ú-e [uə] ausgesprochen (mit Betonung auf dem -ú-), der Schweizer «Rudolf» ist also Ru-edi [ˈruəd̥i], nicht Rüdi. Achtung: Muus [muːz̥] ist «Maus», aber Mues (oder Muos) [muəz̥] ist «Mus» – zum Frühstück gibt es also Müesli und nicht Müsli (Mäuslein).

#### Weitere Merkmale der Vokale
- Das lange a ist in vielen Mundarten sehr dunkel und tendiert gegen o, mit dem es in gewissen Mundarten (besonders der Nordwestschweiz) auch zusammenfallen kann.
- Dem standarddeutschen kurzen e entspricht in vielen Wörtern das als ä geschriebene überoffene [æ] (z. B. ässe [æsːə] «essen»). Historisch gesehen ist dies dann der Fall, wenn Sekundärumlaut (z. B. [sægə] «sagen») oder germanisch ë (z. B. [æsːə] «essen») vorliegt, wogegen Primärumlaut fast überall als geschlossenes [e] realisiert wird (z. B. [lekːə] «legen»). In Teilen der Ostschweiz (Schaffhausen, teilweise Graubünden, St. Gallen, Thurgau) fehlt überoffenes [æ], und es tritt wie in der Standardsprache [ɛ] ein (z. B. [ɛsːə] «essen»). Andere Teile der Ostschweiz (etwa das Toggenburg) haben eine vollständige Übereinstimmung mit dem mittelhochdeutschen dreistufigen System, indem sie für den Sekundärumlaut [æ] (z. B. [sægə] «sagen»), für das germanische ë [ɛ] (z. B. [ɛsːə] «essen») und für den Primärumlaut [e] (z. B. [lekːə] «legen») kennen. Ein anderes dreistufiges System kennt das Zürichdeutsche: Grundsätzlich hat es wie die westlichen und innerschweizerischen Mundarten germanisches ë von [ɛ] zu [æ] gesenkt, nicht aber vor /r/, z. B. ässe [æsːə] «essen», aber stèèrbe [ʃtɛːrbə] «sterben», und Umlaut von ahd. /a:/ ist ebenfalls [ɛː], z. B. lèèr [lɛːr] «leer».

### Konsonantismus
- Viele schweizerdeutsche Dialekte haben die hochdeutsche Lautverschiebung im Fall von /k/ sogar im Anlaut durchgeführt: Einem germanischen /k/ im Silbenanlaut entspricht ein [x] (wie in Chind, chalt), einem /kk/ im Silbeninlaut die Affrikate [k͡x] (wie in Stock [ʃtok͡x], Sack [sak͡x]). Die Affrikate [k͡x] wird ebenfalls verwendet für ein /k/ in Lehnwörtern (wie in Karibik [k͡xaˈrib̥ik͡x], Kunst [k͡xʊnʃt]). Dies sind allerdings keine Merkmale aller schweizerdeutschen Dialekte, sondern der hochalemannischen; sie gelten nicht bei schweizerdeutschen Dialekten, die nicht hochalemannisch sind, dafür aber auch bei hochalemannischen Dialekten ausserhalb der Schweiz.
- ch wird in der Mehrheit der Dialekte stets velar, in manchen stets uvular ausgesprochen, und zwar auch nach vorderen Vokalen («wichtig» [ˈʋɪxtiɡ̊]). Palatales ch findet sich im Wallis und lokal weiterhin.
- Das r wird in den meisten Dialekten alveolar ausgesprochen (Zungenspitzen-R), im Baseldeutschen und in Teilen der Ostschweiz jedoch uvular (Zäpfchen-R).
- /p t k/ werden nicht aspiriert; aspirierte [pʰ tʰ] kommen nur als Konsonantencluster /ph th/ vor (ebenso [kʰ] ausser in Chur und Basel); /b d g/ sind immer stimmlos. Es ist nicht geklärt, worin der Unterschied zwischen /p t k/ und /b d g/ liegt. Traditionell wird er als ein Unterschied zwischen Fortes und Lenes verstanden (daher auch die Schreibweisen [p t k] – [b̥ d̥ ɡ̊]). Daneben gibt es jedoch auch die Meinung, dass es sich um einen Unterschied in der Quantität handle (konsequent notiert als [pː tː kː] – [p t k]).[12]
- In vielen westlichen Dialekten mit dem Emmental als Zentrum wird der Konsonant l am Silbenende oder in Gemination zu u (IPA: w) vokalisiert; dieses Phänomen ist relativ jung und breitet sich derzeit weiter aus: alle > [ˈawːi], viel > [ˈv̥ɪw].

Siehe auch: Chuchichäschtli

### Betonung
Die Betonung ist häufiger als im Standarddeutschen auf der ersten Silbe (oder sogar, wenn man so will, auf der nullten – Namen mit vorausgehendem «von» wie von Arx werden auf dem von betont). Bei Wörtern aus dem Französischen wie Fondue oder Bellevue und ebenso bei Akronymen wie WC oder USA liegt die Betonung auf der ersten Silbe, also Fóndü (phonetisch: [ˈv̥õd̥y]) und Béllvü ([ˈb̥elʋy]), Wéé-zee und Ú-äss-aa.

### Endungen
- Die meisten Dialekte unterscheiden zwei Nebensilbenvokale: -i und -ə, beispielsweise in i(ch) machə («ich mache», Indikativ) – i(ch) machi («ich mache», Konjunktiv). Höchstalemannische Dialekte wie das Walliserdeutsche haben teilweise einen noch erheblich differenzierteren Nebensilbenvokalismus, indem sie zusätzlich auch -a, -o und -u sowie geschlossenes -e unterscheiden: Lauten der Singular und der Plural von «Zunge» in den meisten schweizerdeutschen Dialekten identisch Zunge, so heisst es in manchen Walliser Dialekten im Nominativ Singular Zunga (wie althochdeutsch zunga), im Dativ Singular Zungu (vgl. althochdeutsch zungûn) und im Nominativ Plural Zunge (hier ist das geschlossene /e/ frankoprovenzalischer Herkunft).
- Ein abschliessendes -n entfällt in den meisten Mundarten («n-Apokope»), vor allem in der Endung -en (chouffe – kaufen, Haagge – Haken), aber auch nach betontem Stammvokal wie in Wörtern wie Wy – «Wein» oder Maa – «Mann». Dafür taucht meistens ein Verbindungs-n zwischen Endvokalen und Anfangsvokalen wieder auf, z. B. I ha-n es Buech «ich habe ein Buch». Dieses Phänomen hat keine grammatikalische Bedeutung, sondern dient dazu, einen Hiatus zu vermeiden. Das passiert nicht nur bei Verben, sondern auch bei anderen Wortarten. (Bsp. I ha-n es Buech, wo-n är mir ggää het «ich habe ein Buch, das er mir gegeben hat»). Gewisse alpine Mundarten (bes. östliches Berner Oberland, oberes Prättigau und Lötschental) haben die n-Apokope nicht durchgeführt.
- Bei Substantiven entfällt auslautendes -e in vielen Fällen (Brügg/Brugg «Brücke», oder Pluralendung Böim «Bäume»). Konservative alpine Mundarten kennen diese Apokope allerdings nicht.
- Die Endung -ung wird in den meisten Dialekten als -ig gesprochen (nicht jedoch im Wallis, in traditionellem Stadtbernischen sowie im Schaffhauserdeutschen und nur teilweise im Senslerdeutschen). «Kreuzung» entspricht somit normalschweizerdeutschem Chrüüzig (aber senslerisch Chrüzùng, älter stadtberndeutsch Chrüzung, schaffhauserdeutsch Chrüüzing). Eine Ausnahme bilden die Typen auf -igung (z. B. «Kreuzigung»), wo es aus phonetischen und wortgeschichtlichen Gründen (es handelt sich um Lehnwörter aus der Schriftsprache) bei Chrüüzigung bleibt. Ein besonderer Fall ist auch das Wort «Achtung», das in der Bedeutung «Wertschätzung, Respekt» in den meisten Mundarten Achtig heisst, im Ausruf mit der Bedeutung «Vorsicht» hingegen Achtung! Dies liegt daran, dass es sich um ein Lehnwort aus der Standardsprache handelt, das das einheimische Obacht! verdrängt.
- Den Verb-Endungen -eln und -ern entsprechen in der Regel -(e)le und -(e)re (Bsp. zügle, bügle, tafle, ruedere, muure «umziehen, bügeln, tafeln, rudern, mauern»).

### Grammatik
Siehe alemannische Grammatik
Flexion der Zahlwörter
In den meisten schweizerdeutschen Mundarten werden zumindest von älteren Sprechern die Zahlwörter dem grammatischen Geschlecht angepasst. So heisst es verbreitet zwee Manne, zwo Fraue, zwäi/zwöi/zwaa Chind (in der Innerschweiz zwee/zwöö Manne, zwee/zwöö Fraue, zwöi Chind) und drei Manne, drei Fraue, drüü Chind «drei Männer, Frauen, Kinder».

## Lexik

### Wortbildung
Im Folgenden werden einige typische Eigenheiten der schweizerdeutschen bzw. alemannischen Wortbildung aufgeführt.
- Bekannt sind die häufig gebrauchten Verkleinerungsformen auf -li, von denen es oft noch Varianten mit unterschiedlichem Gefühlswert gibt, z. B. Hündli, Hündeli und Hundeli. Einige dieser Verkleinerungsformen wurden zu eigenständigen Begriffen, z. B. wird Müesli (Frühstücksflocken auf Haferflockenbasis) nicht als Verkleinerung von Mues (Mus), Rüebli (Karotte) nicht als Verkleinerung von Rüebe (Speiserübe) oder Gipfeli (Croissant) nicht als Verkleinerung von Gipfel (bspw. Berggipfel) verstanden.
- Es gibt im Schweizerdeutschen auch Verben in Verkleinerungsform, die mit -ele enden. Diese können eine niedliche kindliche Art ausdrücken, wie schlääffele für schlaaffe (schlafen), aber auch eine Abwertung bei schäffele statt schaffe (arbeiten) oder eine gemütliche, ausgedehnte Art der Tätigkeit wie bei käfele (von Kaffee trinken) oder zmörgele (von Zmorge Frühstück).
- Typisch für das Schweizerdeutsche sind aus dem Verb gebildete Täterbezeichnungen auf -i, wie Laferi von lafere (weitschweifig reden) oder Plagööri von plagiere (prahlen).
- Um einen Vorgang auszudrücken, wird die Endung -ete verwendet, z. B. Truckete (Gedränge) von trucke (drängeln) oder Züglete (Umzug) von zügle (umziehen). Einige dieser Begriffe haben sich konkretisiert, z. B. Lismete (Strickzeug) von lisme (stricken) oder Metzgete (Brauchtum des herbstlichen Schlachtens und der Verköstigung der Erzeugnisse) von metzge (schlachten).

### Wortschatz

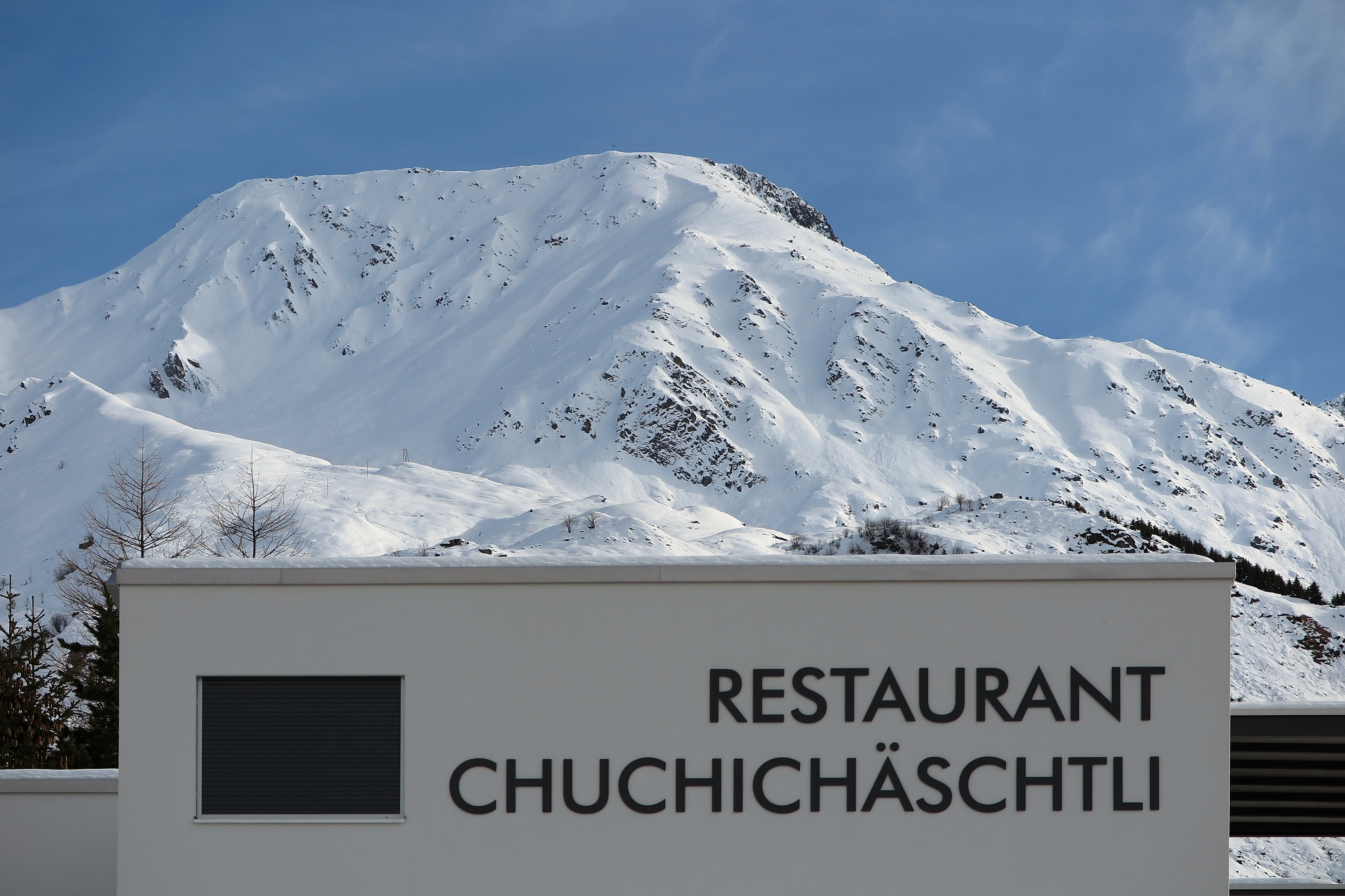
Restaurant in Andermatt

Manche typisch schweizerdeutsche Ausdrücke und Wörter können zu Missverständnissen bei deutschen Zuhörern führen, die keinen alemannischen Dialekt verstehen. Eine Auswahl steht in der folgenden Liste. (Es steht jeweils zuerst das schweizerdeutsche Wort bzw. der schweizerdeutsche Ausdruck, teilweise mit regionalen Varianten.)
- abverheit – misslungen, missglückt, missraten
- allwääg, äuä – Modalpartikel «wohl»; in der Verwendung als satzwertige Partikel hat sich die ursprünglich ironische Bedeutung 'wohl kaum' durchgesetzt.
- amel, amig(s), ame, aube – «jeweils» (von «allweil» und «allweg»)
- Anke (m.) – «Butter»
- asewääg – «so, auf diese Weise; gerade so», auch im Sinne von «ist es gleich so schlimm...»
- äxgüsi, éxgüsee – «Entschuldigung!» (von französisch «excusez»)
- blööterle – «trödeln, Zeit verschwenden», aber auch: Du chasch mer blööterle! – etwa «Du kannst mich mal!»
- Böögg – sowohl «Popel» als auch «Popanz» (so etwa die Figur am Sechseläuten)
- briegge, greine, gränne, brüele, hüüle – «weinen»
- brüele, bäägge – «schreien, laut weinen»
- Büez, Büezer, büeze – «Arbeit, Arbeiter, arbeiten»
- Bünzli – «Spiessbürger, Spiesser, Kleinbürger»
- Büsi, Büüssi, Busle – «Katze»
- Chaschte, Schaft – «Schrank», aber auch «muskulöse(r), sportliche(r) Mann/Frau»
- cheere – «drehen», «wenden», «umkehren»
- Cheib – «Kerl» (grob oder kumpelhaft, bedeutete ursprünglich «Aas»)
- cheibe – Verstärkung ähnlich wie «sehr» («cheibeguet» = sehr gut, «cheibegross» = sehr gross etc.)
- Chog und choge – bedeutet dasselbe wie Cheib, cheibe (bedeutete ursprünglich «Fäulnis, Verwesung»)
- Chlapf – «Knall, Schlag», auch «Ohrfeige», «Auto» oder auch «(Alkohol-)Rausch»
- Chnelle – «heruntergekommenes, einfaches Restaurant»
- chrampfe, chnorze – «hart arbeiten» (Chrampf – «harte Arbeit», aber auch Krampf oder Verkrampfung. Knorzen oder chnorze bedeutete ursprünglich «kneten».)
- fäge in: es fägt – «es macht Spass»
- gäng – «immer, stets, jeweils»
- Gischpel, Gischpli, Fägnäscht – «unruhige Person» (vor allem Kinder)
- Gonfi, Gumfi – «Konfitüre, Marmelade»
- Gröibschi, Gigetschi, Gürbschi, Bitzgi, Bützgi, Bütschgi, Butze – «Kerngehäuse»
- grüezi – «(Gott) grüsse Euch», Grussformel in der östlichen Hälfte der Deutschschweiz
- grüessech ([ˈɡ̊ryə̯sːəx]) – «(Gott) grüsse Euch», Grussformel in Bern sowie Teilen von Freiburg, Solothurn, Baselbiet und Aargau
- glette – «bügeln» (mit dem Bügeleisen, eigentlich «glätten»)
- Goof (m, n) – «Balg, Bub, Gör» (meist als Schimpfwort empfunden; in einigen Gegenden aber auch die gewöhnliche Bezeichnung für ein Kind)
- Grind – «Kopf» (salopp)
- gsii – «gewesen»
- gumpe – «springen, hüpfen»
- Gumsle, Gluggere – verachtendes Schimpfwort, sagt man nur bei weiblichen Personen (Gluggere bedeutet eigentlich eine brütende Henne)
- Gutsch – «Schluck» oder auch eine «überschwappende Menge Flüssigkeit, zum Beispiel aus einem Eimer»
- hoi (daneben auch sali, salü, sälü, von französisch «salut») – Grussformel für Leute, die man duzt
- halbbatzig – «ungenügend, unzulänglich»
- Hudigääggeler – «Schweizer Volksmusik»
- huere – zeigt als Adjektiv/Adverb Intensivierung an, kann je nach Dialekt und Kontext als üblicher umgangssprachlicher Ausdruck (insbesondere in der Jugendsprache) oder als derber Fluch verstanden werden.
- huure – «kauern»
- gheie – «fallen, stürzen; (hinab-)werfen»
- jäsoo – «ach so»
- Kolleeg – «Kumpel, Freund»
- lauffe, louffe – «gehen»
- leere – in vielen Dialekten sowohl «lehren» als auch «lernen»
- lisme – «stricken»
- lose – «zuhören, horchen», auch «gehorchen» (aber: (g)hööre – «hören»)
- luege – «schauen, lugen» (aber: (g)seh – «sehen»)
- merssi – «Dankeschön» (von französisch «merci»)
- möge – «können», etwa in: Ich mag nümme – «Ich kann nicht mehr, ich bin fix und fertig» oder aber: «Ich kann nicht mehr [essen]», d. h.: «Ich bin satt»; Ich mag mi nümm bsinne/erinnere – «Ich kann mich nicht mehr erinnern»
- neime, nöime – «irgendwo» (vgl. die entsprechenden Varianten unter öpper, öppis)
- Nidel (m.), Nidle (f.) – «Rahm»
- öppe – «etwa, ungefähr»
- öpper, näber(t), neimer – «jemand»
- öppis, näbis, neimis – «etwas»
- poschte, in Bern kömerle – «einkaufen» (bei Spontankäufen sagt man: chröömle, chröömerle, gänggele)
- Puff – «Unordnung» (aber auch «Bordell»)
- rüüdig – «sehr», aber auch «verrückt» Beispiel: rüüdigi Luzerner Fasnacht
- rüere – «rühren», aber auch «werfen»
- Sack – «Tüte», auch abgekürzt für Hosesack – «Hosentasche»
- schmöcke – «riechen», jünger unter hochdeutschem Einfluss auch «schmecken»
- schnore – «labern, plappern»
- Schnudergoof – «Bengel, Balg, Rotzlöffel», verstärkter Ausdruck für Goof (Schnuder bezeichnet das Nasensekret)
- Schoofseckel – etwa «Arschloch, Volltrottel» (wörtlich: «Schafs-Hodensack»)
- Stäge – «Treppe», «Stiege»
- Siech – «Typ» (grob, meist in Verbindung mit «geile» [um Respekt auszudrücken], «blööde» [um Verachtung auszudrücken] oder «huere» [als allgemeiner Fluch, wie z. B. «verdammt!»]), bedeutete ursprünglich «Kranker», siehe Siechtum.
- springe, weniger schön auch seckle – «rennen, laufen»
- studiere – «nachdenken, überlegen» (aber auch studieren an einer Universität)
- Stutz – sowohl «steile Stelle im Gelände, steil aufwärts führende Strasse» als auch «Ein-Franken-Stück» (salopp, z. B. «Hesch mer en Stutz?» – Hast du mir einen Franken/etwas Geld?)
- tööne – «klingen»; töönt guet – «klingt gut»
- tschuute, schutte – «Fussball spielen» (von englisch «to shoot»)
- uf em Sprung sii – «es eilig haben»
- Uufzgi – «Hausaufgaben»
- Uusgang in: in Uusgang gaa – «ausgehen» (ursprünglich militärsprachlich)
- voorig, vöörig, vüürig – «genügend; übrig» (’s hät no voorig, das isch no voorigplibe; aber auch «zur Genüge»: das langet voorig)
- zieh in: eis ga/go zieh – «einen trinken gehen»
- Zmittag – «Mittagessen»
- Zmorge, zmörgele – «Frühstück, frühstücken»
- Znacht – «Abendessen»
- Znüüni – «Snack, Zwischenmahlzeit am Vormittag» (eigentlich mhd. Präposition ze plus substantiviertes Zahlwort nüün)
- Zvieri – «Snack, Zwischenmahlzeit am Nachmittag» (eigentlich mhd. Präposition ze plus substantiviertes Zahlwort vier)

Die meisten der obigen Ausdrücke sind allerdings nicht spezifisch für das Alemannische der Schweiz, sondern auch in den alemannischen Dialekten des Südschwarzwalds verbreitet.
Einige Ausdrücke des schweizerdeutschen Wortschatzes haben ihren Eingang ins allgemein verbreitete Hochdeutsch gefunden, so z. B. Müesli oder Putsch, andere als sog. Helvetismen in die regionale Hochsprache (Schweizer Hochdeutsch). Bei Schweizer Schriftstellern erscheinen schweizerische Wörter in unterschiedlichem Mass.

## Schreibweise
Alle Mundarten beziehungsweise Dialekte im deutschen Sprachraum haben gemeinsam, dass es für sie keine standardisierte Rechtschreibung gibt. Genauso verhält es sich mit den schweizerdeutschen Dialektformen.
In den Mundartwörterbüchern und in der Dialektliteratur lassen sich grob gesehen zwei verschiedene Schreibsysteme unterscheiden: Entweder eine weitgehend phonologische Schreibung, die sich in Eugen Dieths Vorschlag Schwyzertütschi Dialäktschrift kodifiziert findet, oder eine weitergehende Orientierung an der standarddeutschen Schreibung in der Tradition der älteren (vornehmlich Berner) Dialektliteratur, deren Regeln Werner Marti in seinem Vorschlag Bärndütschi Schrybwys zusammengefasst hat.
Der Alltagsgebrauch, beispielsweise in SMS, Chat, E-Mail oder persönlichen Briefen, ist weitgehend unbeeinflusst von den Schreibungen der Dialektliteratur. Vielmehr ist die Einstellung verbreitet, man schreibe den Dialekt «nach Gefühl» oder «so, wie man es sagt», eine Einstellung, der zufolge die Rechtschreibung zur Domäne des Standarddeutschen gehört, nicht aber zum Dialekt.
Eine Sonderstellung nimmt das Baseldeutsche ein, wo besonders die Schnitzelbänke an der Basler Fasnacht eine Schreibung anwenden, die sich stark am Baseldeutschen Wörterbuch von Rudolf Sutter orientiert. Es handelt sich dabei zwar um den Dieth-Typus, die Laut-Buchstaben-Zuordnung entspricht aber teilweise Lautungen, die im modernen Baseldeutsch kaum mehr anzutreffen sind (Entrundung von /ö/ und /ü/ zu /e/ bzw. /i/).
Im Grossen und Ganzen richten sich alle Verschriftungen des Schweizerdeutschen nach den Laut-Buchstaben-Zuordnungen der Standardsprache. Es gibt allerdings einige Abweichungen:
- k und ck bezeichnen die Affrikate [k͡x].
- gg bezeichnet einen anderen Laut als g, nämlich die (unaspirierte) Fortis [⁠k⁠].
- y bezeichnet in einheimischen Wörtern und Namen immer geschlossenes [iː] oder [⁠i⁠]. Diese Verwendung geht auf eine spätmittelalterliche Ligatur aus ij zurück.
- ä steht in erster Linie für das überoffene [⁠æ⁠], in der Ostschweiz auch für das offene [⁠ɛ⁠]. Im Alltagsgebrauch findet es sich überdies für das Schwa [⁠ə⁠]; eine Verwendung, die man in den Mundartwörterbüchern und in der Dialektliteratur nur für die alpinen Dialekte antrifft, wo sie in phonetischer Hinsicht eher angebracht ist.
- ie ist ausnahmslos für die Lautfolge [ɪə] reserviert, niemals für [i:]. Langes i wird je nach Schreibweise und/oder Öffnungsgrad ii, y, yy oder gelegentlich ih geschrieben.

## Anteil der Schweizerdeutschsprachigen

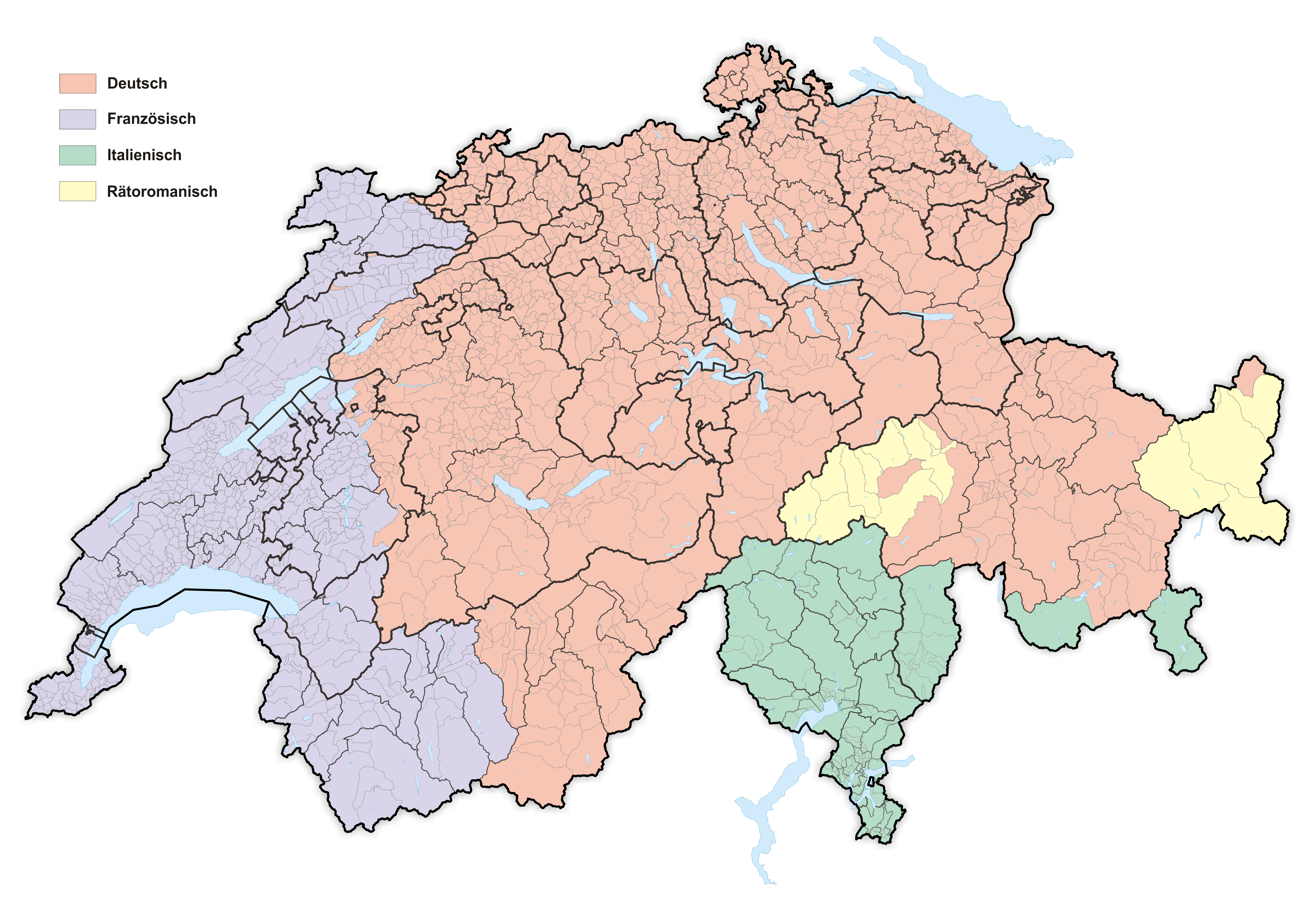
Sprachgebiete der Schweiz – Mehrheitsverhältnis nach der BFS-Erhebung 2010 (Karte mit einem Gemeindebestand per 1. Januar 2025)
Deutsch
(65,6 % der Bevölkerung; 73,3 % der Schweizer)
Französisch
(22,8 % der Bevölkerung; 23,4 % der Schweizer)
Italienisch
(8,4 % der Bevölkerung; 6,1 % der Schweizer)
Bündnerromanisch
(0,6 % der Bevölkerung; 0,7 % der Schweizer)

Bei der Erhebung des Bundesamts für Statistik von 2010 betrug der Anteil der deutschsprachigen Schweizer 65,6 % der Gesamtbevölkerung.
Von diesen gaben 93,3 % bei der Volkszählung 2000 an, im Alltag Dialekt zu sprechen. Im Jahr 2014 dagegen sprachen noch 87 % der Deutschschweizer Bevölkerung Schweizerdeutsch im Alltag.
Als Familiensprache wird Schweizerdeutsch von 78,4 % der Einwohner ab 15 Jahren in der deutschen Schweiz gesprochen. Der relative Anteil der Sprecher ist leicht rückläufig und variiert stark. So findet man Dialektsprecher häufiger in ländlichen Regionen und Menschen, die (nur) Standardsprache sprechen, häufiger in städtischen Gebieten. Die nachfolgende Tabelle gibt einen Überblick über den Anteil der Schweizerdeutschsprachigen, bezogen auf Dialekt als regelmässig verwendete Sprache (Alltagssprache) und Familiensprache:
| Kanton                 | Schweizerdeutsch im Alltag in % (2014) | Schweizerdeutsch als Familiensprache in % (2019) | Deutsch als alleinige Amtssprache |
| ---------------------- | -------------------------------------- | ------------------------------------------------ | --------------------------------- |
| Aargau                 | 91                                     | 80                                               | Ja                                |
| Appenzell Innerrhoden  | 90                                     | 93                                               | Ja                                |
| Appenzell Ausserrhoden | 90                                     | 85                                               | Ja                                |
| Bern                   | 88 (deutscher Kantonsteil)             | 79 (ganzer Kanton)                               | Nein                              |
| Basel-Landschaft       | 89                                     | 80                                               | Ja                                |
| Basel-Stadt            | 78                                     | 64                                               | Ja                                |
| Freiburg               | 88 (deutscher Kantonsteil)             | 24 (ganzer Kanton)                               | Nein                              |
| Glarus                 | 96                                     | 82                                               | Ja                                |
| Graubünden             | 86 (deutscher Kantonsteil)             | 70 (ganzer Kanton)                               | Nein                              |
| Luzern                 | 89                                     | 83                                               | Ja                                |
| Nidwalden              | 91                                     | 85                                               | Ja                                |
| Obwalden               | 91                                     | 87                                               | Ja                                |
| St. Gallen             | 89                                     | 82                                               | Ja                                |
| Schaffhausen           | 85                                     | 78                                               | Ja                                |
| Solothurn              | 92                                     | 83                                               | Ja                                |
| Schwyz                 | 91                                     | 82                                               | Ja                                |
| Thurgau                | 85                                     | 81                                               | Ja                                |
| Uri                    | 91                                     | 90                                               | Ja                                |
| Wallis                 | 93 (deutscher Kantonsteil)             | 21 (ganzer Kanton)                               | Nein                              |
| Zug                    | 79                                     | 72                                               | Ja                                |
| Zürich                 | 83                                     | 71                                               | Ja                                |

So wird die Hochsprache zwar in der Verfassung als eine der vier offiziellen Landessprachen definiert, bleibt aber für den Grossteil der Bevölkerung praktisch eine Fremdsprache (siehe auch Diglossie).
Einsprachige Kantone, in denen von der einheimischen Bevölkerung Schweizerdeutsch gesprochen wird, sind: St. Gallen, Appenzell Innerrhoden und Appenzell Ausserrhoden, Thurgau, Glarus, Schaffhausen, Zürich, Zug, Schwyz, Luzern, Uri, Nidwalden und Obwalden, Aargau, Basel-Stadt und Basel-Landschaft sowie Solothurn. Eine deutschsprachige Mehrheit haben Graubünden (neben Bündnerromanisch und Italienisch) und Bern (neben Französisch). Eine deutschsprachige Minderheit neben einer französischen Mehrheit haben das Wallis und Freiburg. Im Kanton Jura gibt es eine deutschsprachige Gemeinde, Ederswiler, ebenso im Tessin die Walsersiedlung Bosco/Gurin.
Mittlerweile sind auch die meisten Rätoromanen des Schweizerdeutschen mächtig.

## Historische Entwicklung des Schweizerdeutschen
Noch im 18. Jahrhundert wurde die Mundart in der Schweiz als zweitrangig oder gar minderwertig angesehen. Während der Helvetik hatte das Sprechen und Schreiben im Dialekt eine oppositionelle Funktion; so drückte etwa der Konservative Gottlieb Jakob Kuhn seine konterrevolutionäre Gesinnung auf Berndeutsch aus. Eine erste Erhöhung zur Kultursprache wurde durch die Allemannischen Gedichte von Johann Peter Hebel aus dem Jahr 1804 ausgelöst, welche zudem die deutschländische Wahrnehmung der Schweiz prägten. Später trugen die Werke von Jeremias Gotthelf zu dieser neuen Etablierung bei. Durch die hohe Präsenz in Kunst und Kultur stiess die Mundart schliesslich auch in hochbürgerlichen und patrizischen Kreisen, wo sie lange als rückständig galt, auf Wohlwollen.
Seit den späten 1960er Jahren kann man in der Schweiz eine richtiggehende Mundartwelle beobachten. Das Schweizerdeutsche dringt in viele Bereiche vor, in welchen vorher ausschliesslich Schriftdeutsch verwendet wurde, und geniesst als Zeichen der schweizerischen und regionalen Identität eine hohe Wertschätzung. Breitenwirksam verstärkt wurde diese Entwicklung vor allem durch den vermehrten Gebrauch des Dialekts in den Massenmedien Radio und Fernsehen. Vorreiter waren hierbei die privaten Radiostationen, die sich in den 1980er Jahren etablierten. Von ihnen schwappte die Mundartwelle auch auf die öffentlich-rechtlichen Sendeanstalten der SRG über. So waren je länger, je mehr auch auf nationaler Ebene die verschiedensten regionalen Dialekte zu hören. Sehr prägend dürfte parallel dazu auch der grosse Erfolg von in Mundart singenden Musikern gewesen sein. Schon die berndeutschen Lieder Mani Matters waren sehr populär, und mit u. a. Polo Hofer, Züri West, Patent Ochsner in Berndeutsch und mit dem Trio Eugster, Jimmy Muff, den Schlieremer Chind, Toni Vescoli und den Minstrels in Zürichdeutsch kam die Dialektwelle dann in den 1980er Jahren so richtig in Schwung, auch in der Rockszene. In den 1990er Jahren und bis heute hielt dieser Trend z. B. mit Schtärneföifi, Roland Zoss, Big Zis, Bligg und Adrian Stern an und breitete sich der Gebrauch der Mundart in den elektronischen Medien und der einheimischen Popmusik noch weiter aus. Durch die Etablierung neuer Techniken, namentlich SMS, Instant Messaging, gemeinschaftliche Netzwerke, Internetforen, Chaträume und (private) E-Mails, die im eigentlichen Verwendungszweck der mündlichen oder quasimündlichen Kommunikation dienen, sich jedoch als Kommunikationsmittel der geschriebenen Sprache bedienen («geschriebene Gespräche»), stiess das vorwiegend nur gesprochene Schweizerdeutsch auch in den schriftlichen Ausdruck vor und verstärkte dadurch die Mundartwelle. Mangels verbreiteter Standards bedient sich dabei jeder seiner eigenen Orthographie, in SMS sind dabei zwecks Zeicheneinsparung häufig auch Abkürzungen oder Anglizismen anzutreffen.
Durch die Entwicklung der audiovisuellen Medien und durch die erhöhte Mobilität der Bevölkerung werden die Dialekte ausgehend von den städtischen Gebieten immer mehr von Ausdrücken der standarddeutschen Schriftsprache und auch des Englischen durchzogen. Dazu kommt, dass praktisch der gesamte Wortschatz des modernen Lebens über jeweils einheitliche hochdeutsche Formen ins Schweizerdeutsche gelangt. So gelten die meisten Anglizismen aus der deutschen Sprache auch für Schweizerdeutsch, z. B. sori (von englisch «sorry») statt Äxgüsi, schoppe (von englisch «to shop») oder iichauffe (von deutsch «einkaufen») statt Komissioone mache oder (übrigens auch erst jüngerem) poschte. Der hochdeutsche Einfluss beschränkt sich dabei keineswegs auf den Wortschatz, sondern macht sich auch in der Grammatik und sogar in der Aussprache bemerkbar.

## Soziologische Aspekte
Die sozialen Funktionen des Schweizerdeutschen sind vielfältig, da es sowohl als Umgangssprache als auch als Fachsprache verwendet werden kann. Schweizerdeutsch ist weder eine Trendsprache noch eine technische Sprache. Es wird von allen Gesellschaftsschichten gleichermassen verwendet und gilt nicht, anders als die Dialekte in manch anderen Ländern, als Sprachform einer «Unterschicht».
Wie überall beinhalten die Varietäten verschiedener Sprechergruppen (Secondos, Forstarbeiter usw.) zusätzliche spezielle Abkürzungen und Ausdrücke.
Schweizerdeutsch gibt den Deutschschweizern starken emotionalen Halt und trägt wesentlich zu einem Gemeinschafts- und Heimatgefühl bei. Ein Beispiel dafür ist die Blüte der Mundartmusik seit 1990.
In den grösseren Städten, besonders in Basel, Zürich und Bern, gab es jedoch noch bis zur Mitte des 20. Jahrhunderts ausgeprägte soziale Dialektunterschiede (Soziolekte). Zwar sprachen alle Schichten Dialekt, aber der Dialekt der Oberschicht unterschied sich deutlich von demjenigen der Mittelschicht, der sich wiederum sowohl vom Dialekt der Unterschicht als auch vom Dialekt der Landbevölkerung abhob.

## Schweizer Hochdeutsch und Schweizerdeutsch
Der Sprachgebrauch in der Schweiz unterscheidet zwischen Dialekt und Standardsprache. Während die Dialekte ein Kontinuum bilden, gibt es kein Kontinuum zwischen Schweizer Hochdeutsch und den schweizerdeutschen Dialekten. Eine sprachliche Äusserung kann also nicht auf mehr oder weniger dialektale oder standardsprachliche Art erfolgen; man spricht entweder Dialekt oder Standardsprache und wechselt zwischen beiden.
Die funktionale Reichweite der Dialekte ist in der Schweiz wesentlich höher als in Deutschland oder Österreich. Sie werden von allen sozialen Schichten im mündlichen Bereich als normale Umgangs- und Verkehrssprache verwendet; Dialekt zu sprechen ist also nicht sozial geächtet. Auch gegenüber sozial höhergestellten Personen und im Umgang mit Behörden ist das Sprechen des Dialekts in beinahe jeder Situation üblich. Das Schweizer Hochdeutsch wird in der Schweiz hauptsächlich für schriftliche Äusserungen verwendet und wird deshalb auch oft «Schriftdeutsch» genannt.
In den offiziellen Landeskarten der Schweiz gab und gibt es ein Nebeneinander von Dialekt und Schriftsprache. In den 1930er Jahren wurde die Kritik immer lauter, die geografischen Namen seien zu stark ans Hochdeutsche angelehnt, während die Mundart zu kurz komme. Die hochdeutschen Namenselemente, die «volksfremde Kanzlisten und Geometer zufällig für gut befunden und auf dem Papier festgelegt haben», sollten hingegen aus den Karten verschwinden, meinte der Zürcher Sprachwissenschafter Guntram Saladin 1939. Die Diskussion um die Namen in der deutschsprachigen Schweiz mündeten 1948 in einem Regelwerk für die Schreibung von geografischen Namen: Schweizerdeutsche Sprechformen von Flurnamen sollten künftig Vorrang haben. Damit machte sich die Hinwendung zur Mundart in den Schweizer Karten deutlich bemerkbar.
In den letzten Jahrzehnten sind verstärkt Gebrauchsausweitungen des Dialekts zu Lasten des (Schweizer) Hochdeutschen festzustellen (wobei im Weiteren unter «Hochdeutsch» stets die deutsche Standardsprache (teilweise mit deutlichem Schweizer Akzent) zu verstehen ist):
- Im mündlichen Bereich sollte das Hochdeutsche zwar offizielle Sprache des Schulunterrichts sein, doch beschränken sich die Lehrer aller Stufen oftmals darauf, nur den eigentlichen Unterrichtsgegenstand in Hochdeutsch zu erteilen; zwischendurch gemachte Bemerkungen und Anweisungen wie beispielsweise Stefan, gang bis so guet s Fäischter go zuemache («Stefan, sei so gut und mach das Fenster zu!») erfolgen dagegen in der Mundart. Das Hochdeutsche wird damit zur Sprache der Distanz («Sprache des Verstandes»), der Dialekt zur Sprachform der Nähe («Sprache des Herzens»). Auch Zwischenfragen und ähnliche Interventionen von Schülern und Studenten erfolgen immer mehr im Dialekt. Diesen Zustand bestätigen auch indirekt die wiederholten Ermahnungen der Schulbehörden, das Hochdeutsche im Unterricht mehr zu pflegen.
- Vor allem in den privaten Radio- und Fernsehkanälen wird praktisch nur Dialekt gesprochen. Da es viele Mitarbeiter aber gewohnt sind, ihre Sprechtexte auf Hochdeutsch niederzuschreiben, entsteht beim Ablesen oft eine stark hochdeutsch geprägte Sprachform mit den Lautformen des Dialekts, aber der Syntax und dem Wortschatz des Hochdeutschen: Me befürchtet, das d Zaal der Verletzte, die i Chrankehüser ygliferet worde sy, no beträchtlech aaschtyge chönnt statt me befürchtet, das d Zaal vo de Verletzte, wo i Schpitäler sy ygliferet worde, no beträchtlech chönnt aaschtyge (Berndeutsch). In den öffentlich-rechtlichen Medien gilt es zu differenzieren:
  - Im Radio (private Stationen und SRF) werden fast nur noch Nachrichten und politische Informationssendungen (z. B. Echo der Zeit) sowie das gesamte Programm des Kulturkanals (Radio SRF 2 Kultur) auf Hochdeutsch ausgestrahlt.[24]
  - Im privaten Fernsehen und im SRF ist der Dialekt üblich in Unterhaltungsshows, in Seifenopern und Serien (wobei hochdeutsche und hochdeutsch synchronisierte Serien nicht noch extra schweizerdeutsch synchronisiert werden), im Kinderprogramm, in allen Sendungen mit ausgesprochenem Schweizbezug (Volksmusik, Regionalnachrichten), in analysierenden Sportsendungen, in allen Interviews und Diskussionen mit Deutschschweizern ausserhalb der Hauptnachrichten.
- In Gemeinde- und Kantonsparlamenten ist es meist üblich, die Voten im Dialekt abzugeben. Gleiches gilt im mündlichen Verkehr mit Behörden und Gerichten.
- Im eidgenössischen Parlament wird jedoch, aus Rücksicht auf die Französisch-, Italienisch- und Bündnerromanisch-Sprechenden, (Schweizer) Hochdeutsch gesprochen.
- Auch in schriftlicher Verwendung ist das Hochdeutsche auf dem Rückzug, wo es sich um die Privatsphäre handelt:
  - E-Mails und SMS vor allem der jüngeren Generation
  - Sprache der Chatrooms
  - Kontaktanzeigen und Annoncen in Zeitungen
- Überdies werden in den hochdeutsch geschriebenen Zeitungen (zum Teil sogar im Weltblatt «NZZ») in lokalem Zusammenhang immer öfter spezielle schweizerdeutsche Vokabeln verwendet (beispielsweise Töff für «Motorrad», Büsi für «Katze», Güsel (Zürich)/Ghüder (Bern) für «Abfall»)

Viele Deutschschweizer haben mangelnde Übung im mündlichen Gebrauch des Hochdeutschen; weit verbreitet ist die Ansicht, diese offizielle Nationalsprache sei eigentlich eine Fremdsprache. Hochdeutsch wird seit dem Ersten Weltkrieg wenig geschätzt und als fremd empfunden. Andererseits klingt Schweizer Hochdeutsch auch für viele Schweizer selbst schwerfällig und ungelenk. Hinzu kommen aufgrund geschichtlicher Ereignisse vorhandene Vorbehalte und Vorurteile gegenüber den Deutschen und den Österreichern und damit verbunden oft auch eine ablehnende Haltung gegen das Hochdeutsche.
Dialektsprache wird somit auch bewusst als Abgrenzung benutzt. Allerdings können auch andere deutschsprachige Menschen von ausserhalb der Schweiz sie einigermassen gut verstehen. Dazu mag eine Eingewöhnungszeit nötig sein, in der man genau zuhört.
Schweizerdeutsch ist durch die vorgenannten Faktoren zwar eher auf dem Vormarsch, andererseits durchläuft es seit einigen Jahrzehnten markante Veränderungen:
- Einerseits führen die massiven Migrationsbewegungen innerhalb des Landes zu einer Nivellierung hin zu Grossagglomerationsdialekten.
- Andererseits hat der Konsum deutscher Medien zu einem Eindringen vieler hochdeutscher Elemente geführt.

Durch diese Entwicklungen driften passive und aktive Sprachkompetenz der Schweizer, was das Hochdeutsche angeht, auseinander. Sie verstehen geschriebenes und gesprochenes Hochdeutsch genauso gut wie die Einwohner Deutschlands, wenn man Aspekte der sozialen Schicht und der Ausbildung berücksichtigt. Aber es fällt den Schweizern zunehmend schwerer, sich selbst im Hochdeutschen gewandt auszudrücken. Gleichzeitig wird das Schweizerdeutsche immer mehr mit hochdeutschen Vokabeln und Ausdrücken gesprochen. Doch auch das Englische wird immer mehr in der Alltagssprache der Jugend verwendet. So verwendet man oftmals z. B. «dä Tescht isch easy gsi!» anstatt des üblichen dä Tescht isch eifach gsi! (dieser Test war einfach!).

## Schweizerisches IdiotikonundSprachatlas der deutschen Schweiz
Das Schweizerische Idiotikon ist das Wörterbuch der schweizerdeutschen Sprache und erfasst den lebenden und historischen schweizerdeutschen Wortschatz (einschliesslich der Walsergebiete Oberitaliens), jedoch nicht die bairische Mundart Samnauns, die im Wörterbuch der bairischen Mundarten in Österreich beschrieben wird. Der dokumentierte Wortschatz umfasst die Zeitspanne von etwa 1300 bis in die Gegenwart des jeweiligen Bandes (also je nach Band spätes 19. bis frühes 21. Jahrhundert).
Der Sprachatlas der deutschen Schweiz (SDS) erfasst und dokumentiert die alemannischen Mundarten der Schweiz einschliesslich der Walserdialekte Norditaliens mittels der dialektgeographischen Methode. Er gibt einen Sprachstand von etwa 1950 wieder. 2010 ist mit dem «Kleinen Sprachatlas der deutschen Schweiz» eine populärwissenschaftliche Kurzversion des Sprachatlasses erschienen. – Unter der Leitung von Elvira Glaser wurde an der Universität Zürich der «Syntaxatlas der deutschen Schweiz» (SADS) erarbeitet, der die im SDS weitgehend ausgesparte Dialektsyntax zum Thema hat. Die Entwicklung der Mundart seit dem Erscheinen des SDS hat ein Team von Adrian Leemann von der Universität Bern untersucht.

## Besonderes
- In dem 1978 entstandenen Kinofilm Die Schweizermacher wird das Erlernen von Schweizerdeutsch als Bestandteil des Einbürgerungsverfahrens persifliert.
- Es kann vorkommen, dass Deutsche meinen, das von Schweizern mit ihrem Akzent gesprochene Hochdeutsch sei Schweizerdeutsch.